# Pere Tradonico
Pere Tradonico (en llatí: Petrus Tradonicus mort el 13 de setembre de 864), va ser el tretzè dux de Venècia (836-864) segons la tradició, i l'onzè segons les dades històriques verificables. Istris de naixement, la seva elecció va minar el poder dels Participazio, la família regnant fins aleshores. Era un guerrer, no un administrador, motiu pel qual era illetrat i signava els documents de l'Estat amb el signum manus.

## Història
En arribar al tron, Pere va nomenar el seu fill Giovanni «codux», continuant el costum començat un segle abans d'establir un ducat hereditari i assegurar així la successió dinàstica. Tots els intents anteriors van fracassar, i aquesta vegada no va ser l'excepció: Giovanni va morir més aviat que el seu pare.
Va lluitar contra els sarraïns de Bari i Tàrent, que havien derrotat anteriorment a Venècia en] la batalla de Sansego, en una illa al sud de Pula. No només va haver de fer front als pirates musulmans, sinó també als eslaus. Com a càstig per l'assalt i assassinat d'uns comerciants venecians que tornaven de Benevent entre 834 i 835, Pere va conduir el 839 una gran flota contra els narentians. Va fer la pau amb el duc Mislav de la Dalmàcia croata i un príncep narentià de nom Družak (Drosaico, segons el Marianorum iudice). El seu assalt militar del 840 sobre els narentians va fracassar, i va perdre més de 100 homes, havent de regressar a la República de Venècia. Els eslaus van continuar pressionant-lo, i el 846, van voler avançar contra la pròpia Venècia atacant la ciutat veïna de Caorle. L'any 840, l'emperador Lotari I va reconèixer la independència de Venècia i la seva autoritat sobre La llacuna, com ja havia fet l'Imperi Romà d'Orient, que el va nomenar spatario i ipato'.
Va ser apunyalat el 13 de setembre de l'any 864, després d'assistir a la missa en l'aniversari de la consagració de l'església de Sant Zacaries, va ser enterrat en la mateixa església. Els conspiradors van ser jutjats i condemnats, alguns a mort i d'altres a l'exili.